# Очеретянка великодзьоба
Очеретянка великодзьоба (Acrocephalus orinus) — вид співочих птахів з родини очеретянкових (Acrocephalidae).

## Поширення
Вид був відомий з одного зразка, знайденого в Індії (у штаті Гімачал-Прадеш) в 1867 році та повторно відкритого в Таїланді в 2006 році, через 139 років. Ідентичність знайденого в Таїланді птаха (в провінції Пхетчабурі), якого випустили після кільцювання, встановили шляхом порівняння ДНК обох. Незабаром після цього було знайдено ще один музейний зразок (взятий в Уттар-Прадеш, Індія в жовтні 1869 року, і раніше позначений як A. dumetorum). Подальші пошуки виявили додаткові музейні зразки з Центральної Азії, Індії та М'янми. У квітні 2007 року птах, очевидно, цього виду, був помічений і сфотографований біля пташиного заповідника Чінтамані Кар в Західній Бенгалії (Індія) з подальшим спостереженням у мангрових заростях у Сундарбанах у Західній Бенгалії. У Таїланді птаха спостерігали ще раз: у 2008 році його знову відловили на тому самому місці, що й у 2006, а інших особин відловили та закільцювали в інших місцях на півночі та у центріТаїланду. У грудні 2011 року в Байкка-Білі, Бангладеш, також було спіймано та закільцьовано особину.
Було встановлено, що цей вид гніздиться у великих долинах західної частини Паміру в Афганістані і Таджикистані. Польові дослідження, проведені в провінції Бадахшан (північно-східний Афганістан), виявили ймовірну гніздову популяцію в 2008—2009 роках, а навесні 2009 року гніздову популяцію також виявили в Бадахшанській області Таджикистану. Оцінка музейних екземплярів (помилково позначених як A. dumetorum) свідчить про те, що вона може розмножуватися на заході Афганістану, у Таджикистані, Киргизстані, південного та південно-західного Казахстану та прилеглого районах Сіньцзяну (Китай). Однак нещодавні пошуки в китайських долинах поблизу кордону Киргизстану та Таджикистану поки що не змогли знайти цей вид, а останній запис у Казахстані датується 1926 роком.